# Zajn al-Abidin
Zajn al-Abidin ibn Isma’il (arab. زين العابدين بن إسماعيل; ur. ok. 1692, zm. ok. 1762) – sułtan Maroka z dynastii Alawitów od 13 czerwca do 24 listopada 1741.
Był synem Maulaja Isma’ila, edukowano go prywatnie. Po jego śmierci rozgorzały walki między siedmioma synami o schedę po nim. Kiedy w czerwcu 1741 murzyńska armia Abid al-Buchari, założona przez Maulaja Isma’ila, wygnała jego przyrodniego brata Abdu Allaha ibn Isma’ila (panującego po raz czwarty), Zajn al-Abidin przejął władzę. Po kilku miesiącach został jednak sam strącony z tronu, a Abd Allah ibn Isma’il powrócił jako sułtan.